# Thyreus
Thyreus (altgriechisch Θυρεύς Thyreús) ist in der griechischen Mythologie eines der sieben Kinder von Althaia und Oineus.
Seine Geschwister sind Toxeus, Gorge, Klymenos, Meleagros, Perimede und Deianeira.
Die Gattung der Fleckenbienen (Thyreus) aus der Familie der Apidae ist nach dieser mythologischen Gestalt benannt.